# Ječmenka
Ječmenka (Hordelymus) je rod trav, tedy z čeledi lipnicovitých (Poaceae). Jedná se o monotypický rod, jediným známým druhem je ječmenka evropská neboli ječmenka lesní (Hordelymus europaeus, syn. Cuviera europaea (L.) Koeler, Elymus europaeus L., Hordeum sylvaticum Huds., Hordeum europaeum (L.) All.). Jedná se o vytrvalou bylinu. Je trsnatá s velmi krátkými oddenky. Stébla dorůstají výšek zpravidla 60–120 cm. Listy jsou ploché, svrchu chlupaté, dosahují šířky 4–14 mm, jazýček chybí. Květy jsou v kláscích, které tvoří hustý, nelámavý lichoklas, 4–10 cm dlouhý, klásky po třech, na zkrácených větvičkách, smáčklé zepředu dozadu, nikoliv bočně, vícekvěté (zpravidla 3 květy, ale horní je sterilní). Na bázi klásku jsou 2 plevy, které jsou přibližně stejné nebo téměř stejné, osinaté. Pluchy jsou dlouze osinaté, osina 2–2,5 cm dlouhá. Plušky jsou úzké, dvoukýlné. Plodem je obilka, která je okoralá. Kvete od června do srpna.
Jediný druh ječmenka evropská je rozšířen v Evropě a západní Asii.

## Výskyt v Česku
Ječmenka evropská roste především ve smíšených lesích, zvláště květnatých bučinách sv. Fagion, méně často i v jiných lesích či na pasekách. Vyhýbá se však suchým teplomilným lesům, spíše ji najdeme v oblastech s chladnějším a vlhčím klimatem. Můžeme ji potkat roztroušeně (místy hojně) po celém území od pahorkatin až po nižší horké polohy.